# Glenea rufifrons
Glenea rufifrons är en skalbaggsart som beskrevs av Aurivillius 1920. Glenea rufifrons ingår i släktet Glenea och familjen långhorningar.
Artens utbredningsområde är Sarawak. Inga underarter finns listade i Catalogue of Life.